# Monique Henderson
Pour les articles homonymes, voir Henderson.
Monique Marie Henderson  (née le 18 février 1983  à San Diego) est une athlète américaine spécialiste du 400 mètres.

## Biographie
Vainqueur des Championnats des États-Unis juniors en 1999, elle remporte le titre mondial cadet à l'occasion des Championnats du monde jeunesse de Bydgoszcz, en Pologne. L'année suivante, à Norwalk, elle établit un nouveau record national junior du 400 m en 50 s 74. Elle participe à l'âge de dix-sept ans aux sélections olympiques américaines de Sacramento, où elle termine huitième et dernière de l'épreuve individuelle en 51 s 79. Aux Championnats du monde juniors de 2002, à Kingston, l'Américaine s'adjuge la médaille d'or dans l'épreuve du 400 m, où elle devance en 51 s 10 sa compatriote Sanya Richards, et dans celle du relais 4 × 400 m.
Étudiante à l'Université de Californie à Los Angeles, Monique Henderson se classe deuxième des championnats NCAA 2004 et cinquième des sélections olympiques américaines. Sélectionnée dans le relais 4 × 400 m lors des Jeux d'Athènes, elle participe à la finale olympique, et remporte, en tant que deuxième relayeuse, la médaille d'or de l'épreuve en compagnie de DeeDee Trotter, Sanya Richards et Monique Hennagan. Les États-Unis, qui s'imposent en 3 min 19 s 01, devancent la Russie et la Jamaïque.
Vainqueur des championnats NCAA 2005 en 50 s 10 (nouveau record de la compétition), elle monte sur la troisième marche des Championnats des États-Unis en descendant pour la première fois sous les 50 secondes (49 s 96). Elle se classe septième des Championnats du monde 2005 et sixième des Jeux panaméricains de 2006
En 2008, Monique Henderson est sélectionnée dans l'équipe du relais 4 × 100 m pour les Jeux olympiques de Pékin, grâce à sa quatrième place obtenue lors des sélections américaines. Associée à Mary Wineberg, Allyson Felix et Sanya Richards, elle remporte son deuxième titre olympique consécutif, en 3 min 18 s 54, devant la Russie et la Jamaïque.
Elle met un terme à sa carrière d'athlète à l'issue de la saison 2008.

### Palmarès
| Date | Compétition                   | Lieu           | Résultat | Épreuve   |
| ---- | ----------------------------- | -------------- | -------- | --------- |
| 1999 | Championnats du monde cadets  | Bydgoszcz      | 1re      | 400 m     |
| 2002 | Championnats du monde juniors | Kingston       | 1re      | 400 m     |
| 2002 | Championnats du monde juniors | Kingston       | 1re      | 4 × 400 m |
| 2004 | Jeux olympiques               | Athènes        | 1re      | 4 × 400 m |
| 2005 | Championnats du monde         | Helsinki       | 7e       | 400 m     |
| 2007 | Jeux panaméricains            | Rio de Janeiro | 6e       | 400 m     |
| 2008 | Jeux olympiques               | Pékin          | 1re      | 4 × 400 m |

### Records
| Épreuve | Performance | Lieu     | Date          |
| ------- | ----------- | -------- | ------------- |
| 100 m   | 11 s 34     | Tempe    | 16 avril 2005 |
| 200 m   | 22 s 71     | Westwood | 1er mai 2004  |
| 400 m   | 49 s 96     | Carson   | 25 juin 2005  |